# Tängs socken
Tängs socken i Västergötland ingick i Åse härad, ingår sedan 1971 i Grästorps kommun och motsvarar från 2016 Tängs distrikt.
Socknens areal är 12,40 kvadratkilometer varav 12,39 land. År 2000 fanns här 123 invånare. Tängs kyrkoruin ligger i socknen. Sockenkyrkan Håle-Tängs kyrka är gemensam med Håle socken och ligger i den socknen vid gränsen mot Tängs socken.   

## Administrativ historik
Socknen har medeltida ursprung.
Enligt beslut den 30 september 1949 överfördes från Särestads socken till Tängs socken ett område (Noleby Länsmansgården 1:26-1:28) omfattande en areal av 0,07 km² land i avseende på fastighetsredovisningen. Området hade sedan tidigare ingått i Tängs landskommun och församling.
Vid kommunreformen 1862 övergick socknens ansvar för de kyrkliga frågorna till Tängs församling och för de borgerliga frågorna bildades Tängs landskommun. Landskommunen uppgick 1952 i Grästorps landskommun som 1971 ombildades till Grästorps kommun. Församlingen uppgick 2002 i Särestads församling.
1 januari 2016 inrättades distriktet Täng, med samma omfattning som församlingen hade 1999/2000.  
Socknen har tillhört län, fögderier, tingslag och domsagor enligt vad som beskrivs i artikeln Åse härad. De indelta soldaterna tillhörde Västgöta-Dals regemente, Livkompaniet.

## Geografi
Tängs socken ligger sydväst om Lidköping. Socknen är en uppodlad slättbygd med inslag av skog.
Riksväg 44 genomkorsar socknen.

## Fornlämningar
Från bronsåldern finns gravar samt skålgropsförekomster. Från järnåldern finns fyra gravfält och en domarring. Två runstenar har påträffats.

## Namnet
Namnet skrevs 1339 Thäng och kommer från kyrkbyn. Namnet kan innehålla tånge, 'lång smal udde' och syfta på den ås där den äldre kyrkan låg.